# Анка Костович
Анка М.х. Костович (Яръмчокоева) е българска драматична актриса.

## Биография
Родена е в Браила около 1850 г. в семейство на български преселници от Сливен. Образованието си получава в Браила. През 1865 г. е част от основаното от Добри Войников Българското театрално дружество в родния си град. Не е известно кога и къде почива.

## Роли
Знае се за две роли, които изпълнява – Царица Мария и Болярката Кирамария в пиесата на Добри Войников „Велислава“ на 17 април 1870 г.